# لغة ترميز واجهة مستخدم
لغة رقم واجهة المستخدم (بالإنجليزية: User Interface Markup Language)‏ هي لغة رقم تقوم بإظهار ووصف واجهات المستخدم الرسومية. العديد من لغات رقم واجهة المستخدم تعتبر شكل من أشكال إكس إم إل.